# Plesiochrysa depressa
Plesiochrysa depressa is een insect uit de familie van de gaasvliegen (Chrysopidae), die tot de orde netvleugeligen (Neuroptera) behoort. 
Plesiochrysa depressa is voor het eerst wetenschappelijk beschreven door Steinmann in 1968.